# نیوبورگ (مریلند)
نیوبورگ (به انگلیسی: Newburg) یک منطقهٔ مسکونی در ایالات متحده آمریکا است که در شهرستان چارلز، مریلند واقع شده‌است.